# Crataegus padifolia
Crataegus padifolia — вид рослин із родини трояндових (Rosaceae).

## Біоморфологічна характеристика
Це кущ чи дерево заввишки 40–60 дм. Гілочки новорослі червонувато-зелені, голі, 1-річні темно-червоно-коричневі, 2-річні темно-сіро-чорні, старші сіруваті; колючки на гілочках (іноді відсутні) прямі чи злегка загнуті, 2-річні чорнуваті, тонкі, 2–4 см. Листки: ніжки листків 33–40% довжини пластини, голі, рідко-залозисті; пластини насичено блискуче зелені, ± еліптичні (var. padifolia) чи яйцеподібні (var. incarnata), 3–5 см, часточки по 0 чи 3 чи 4 з боків, пазухи неглибокі, верхівки часточок дуже короткі та від гострих до ± тупих, краї пилчасті принаймні молодими, верхівка від підгострої до тупої, поверхні голі, адаксіальні більші жилки рідко коротко волосисті. Суцвіття 3–6-квіткові. Квітки в діаметрі 15–18 мм; чашолистки 4 мм; пиляки кремові, рум'яно-рожеві. Яблука від тьмяних оранжево-коричневих до ± блискучих червоно-помаранчевих і до червоних, ± довгасті, 12–14 мм у діаметрі, голі; плодових кісточок 2 чи 3. 2n = 51. Цвітіння: квітень; плодоношення: вересень і жовтень.

## Середовище проживання
Зростає у центрально-південній частині США — Арканзас, Міссурі, Оклахома. Населяє відкриті лісові масиви; на висотах 100–300 метрів.